# Косма, Марсель
Марсель Косма (фр. Marcel Cosmat, 3 июля 1910, Нант, Франция — 29 марта 2010, там же) — французский спортсмен (академическая гребля), бронзовый призёр Олимпийских игр 1936.
Становился восьмикратным чемпионом Франции (1932—1936), представляя команду CA Nantes.
Выступая на летней Олимпиаде в Берлине (1936), завоевал бронзовую медаль в соревнованиях четверок с рулевым с результатом 7:33.3. Сборная Франция пропустила вперед команды Германии и Швейцарии. По воспоминаниям спортсмена условия в Германии были созданы ужасные, жить во время соревнований приходилось в сарае и по три раза в день питаться одной капустой. Победу немецкой сборной он связывал с тем, что в отличие от французов и швейцарцев она была составлена из профессионалов.